# ZARD BEST 〜Request Memorial〜
『ZARD BEST 〜Request Memorial〜』（ザード・ベスト リクエスト・メモリアル）は、ZARD2枚目のベストアルバム。CDコードはJBCJ-1024。

## 内容
『ZARD BEST The Single Collection 〜軌跡〜』から4か月後発売されたベストアルバム第2弾。前ベストアルバムに封入されたアンケート葉書を基に編成された作品である。上位14曲を順位通りそのまま収録している。本作も初期の作品は未収録となっているが、アルバムオリジナル曲をはじめ、「果てしない夢を」のカップリング曲「雨に濡れて」が収録されている。なお、28thシングル「MIND GAMES」が収録されているのは本作のみである。
当初このアルバムの発売予定日は1999年9月24日であったが、avexがglobeのベストアルバム『CRUISE RECORD 1995-2000』を同じ週の9月22日にぶつけてきたため、ZARDの連続1位記録更新を狙ったビーイングが、発売日を9月15日に変更している。

## プロモーション
1999年9月5日から9月23日まで、東京都内で彼女の肖像が描かれた宣伝用の2階建てバス「ZARD ロンドンバス」が運行された。そしてアルバムに封入された葉書による応募抽選で5000名に、ミニチュアで再現したオルゴールバス（非売品）がプレゼントされた。このオルゴールの音色は「揺れる想い」である。発売日以後のTVスポットでの特典紹介の部分でもオルゴール音源の一部が流された。

## 購入特典
前作「ZARD BEST The Single Collection〜軌跡〜」に続き、今作でも購入特典が3段階に分けて設けられた。詳細は以下の通り。
- 初回特典「ZARD PHOTO CALENDER 2000」
  - 1999年9月から2000年12月まで使用できる、A5判サイズのカレンダー。発売時点での未公開写真を使用した[2]。

初版より後のものは箱に付いてる写真が異なる。
- 第二次特典「ZARD BEST〜Memorial Video〜」
  - 1992年に出演した「ミュージックステーション」での「眠れない夜を抱いて」の3回分の出演映像を1曲分のサイズに編集して収録。また岩井俊二監督によって撮影された「不思議ね…」のフルサイズのビデオクリップを収録[3]。以降のビデオクリップ集ではショートサイズでの収録になっているため、フルサイズでの視聴ができる唯一の作品である。
- 第三次特典「ZARD SPECIAL ENHANCED CD Ⅱ」
  - 前作の特典とは異なり、CD-ROM内のゲームをクリアすることで、発売2週間前に行われた「ZARD Cruising&Live」のダイジェスト映像を視聴することができる[3]。なお、オーディオCDとしても、「ZARD Cruising&Live」のダイジェスト音声を聴くことが可能。

前作同様、主要CDショップに於いて購入先着でポスターやメモパッドなどのZARDグッズがもれなく当たる抽選会「ZARD DAY」が行なわれた。

## 投票結果
Music Freak Magazine 1999年9月号で紹介された順位。初期のファンクラブの紙面でも紹介されたという。
- 1位:Don't you see! （19th single）1997年
- 2位:あなたを感じていたい （13th single）1994年
- 3位:息もできない （24th single）1998年
- 4位:君に逢いたくなったら… （20th single）1997年
- 5位:あの微笑みを忘れないで （3rd album 『HOLD ME』）1992年
- 6位:Oh my love （5th album 『OH MY LOVE』）1994年
- 7位:サヨナラは今もこの胸に居ます （16th single）1995年
- 8位:My Baby Grand 〜ぬくもりが欲しくて〜 （23rd single）1997年
- 9位:Forever you （6th album『Forever you』）1995年
- 10位:突然 （7th album 『TODAY IS ANOTHER DAY』）1996年
- 11位:遠い日のNostalgia （3rd album 『HOLD ME』）1992年
- 12位:雨に濡れて （「果てしない夢を」c/w）1993年
- 13位:I still remember （5th album 『OH MY LOVE』）1994年
- 14位:MIND GAMES （28th single）1999年

### 15位以下の順位
- 15位:眠れない夜を抱いて（4th single）1992年
- 16位:不思議ね…（2nd single）1991年
- 17位:Good-bye My Loneliness（1st single）1991年
- 18位:IN MY ARMS TONIGHT（5th single）1992年
- 19位:好きなように踊りたいの（3rd album 『HOLD ME』）1992年
- 20位:Today is another day（7th album 『TODAY IS ANOTHER DAY』）1996年
- 21位:世界はきっと未来の中（29th single）1999年
- 22位:GOOD DAY（27th single）1998年
- 23位:あなたを好きだけど（4th album 『揺れる想い』）1993年
- 24位:風が通り抜ける街へ（21st single）1997年
- 25位:新しいドア〜冬のひまわり〜（26th single）1998年
- 26位:二人の夏（4th album 『揺れる想い』）1993年
- 27位:もう探さない（3rd single）1991年
- 28位:眠り（16th single 「サヨナラは今もこの胸に居ます」c/w）1995年
- 29位:カナリヤ（9th single 「もう少し あと少し…」c/w）1993年
- 30位:瞳そらさないで（6th album 『forever you』）1995年
- 31位:ハイヒール脱ぎ捨てて（6th album 『forever you』）1995年
- 32位:帰らぬ時間の中で（19th single 「Don't you see!」c/w）1997年
- 33位:少女の頃に戻ったみたいに（25th single 「運命のルーレット廻して」c/w）1998年
- 34位:DAN DAN 心魅かれてく（7th album 『TODAY IS ANOTHER DAY』）1996年
- 35位:来年の夏も（5th album 『OH MY LOVE』）1994年
- 36位:Season（4th album 『揺れる想い』）1993年
- 37位:フォトグラフ（8th album 『永遠』）1999年
- 38位:君がいたから（7th album 『TODAY IS ANOTHER DAY』）1996年
- 39位:Ready,Go!（14th single 「Just believe in love」c/w）1995年
- 40位:I'm in love（6th album 『forever you』）1995年
- 41位:遠い星を数えて（21st single 「風が通り抜ける街へ」c/w）1997年
- 42位:見つめていたいね（7th album 『TODAY IS ANOTHER DAY』）1996年
- 43位:You and me（and…）（4th album 『揺れる想い』）1993年
- 44位:あなたに帰りたい（5th album 『OH MY LOVE』）1994年
- 45位:So Together（3rd album 『HOLD ME』）1992年
- 46位:Don't U see！（アナログ盤）1997年
- 47位:Love is Gone（23rd single 「My Baby Grand 〜ぬくもりが欲しくて〜」c/w）1997年
- 48位:If you gimme smile（5th album 『OH MY LOVE』）1994年
- 49位:気楽に行こう（6th album 『forever you』）1995年
- 50位:こんなに愛しても（3rd single 「もう探さない」c/w）1991年

## 記録
1992年に発売された『HOLD ME』からこの作品まで、ZARDはアルバム9作連続のミリオンセラーを記録している。この連続記録は2023年現在に至るまで誰にも破られていない。
このアルバムと、ベストアルバム『ZARD BEST The Single Collection〜軌跡〜』、オリジナルアルバム『永遠』の3作は全て『第14回日本ゴールドディスク大賞』のロック・アルバム・オブ・ザ・イヤーを受賞している。

## 収録曲
- タイアップについては、ZARD#タイアップ一覧を参照。

| 全作詞: 坂井泉水（#12、作詞: 坂井泉水、上杉昇）。 |                                          |                                            |            |                    |      |
| #                                                 | タイトル                                 | 作詞                                       | 作曲       | 編曲               | 時間 |
| 1.                                                | 「Don't you see!」                       | 坂井泉水 （#12、作詞: 坂井泉水、 上杉昇 ） | 栗林誠一郎 | 葉山たけし         | 5:01 |
| 2.                                                | 「あなたを感じていたい」                 | 坂井泉水 （#12、作詞: 坂井泉水、 上杉昇 ） | 織田哲郎   | 織田哲郎           | 5:10 |
| 3.                                                | 「息もできない」                         | 坂井泉水 （#12、作詞: 坂井泉水、 上杉昇 ） | 織田哲郎   | 葉山たけし         | 4:37 |
| 4.                                                | 「君に逢いたくなったら…」                | 坂井泉水 （#12、作詞: 坂井泉水、 上杉昇 ） | 織田哲郎   | 葉山たけし         | 3:47 |
| 5.                                                | 「あの微笑みを忘れないで」               | 坂井泉水 （#12、作詞: 坂井泉水、 上杉昇 ） | 川島だりあ | 明石昌夫           | 4:23 |
| 6.                                                | 「Oh my love」                           | 坂井泉水 （#12、作詞: 坂井泉水、 上杉昇 ） | 織田哲郎   | 明石昌夫           | 4:34 |
| 7.                                                | 「サヨナラは今もこの胸に居ます」         | 坂井泉水 （#12、作詞: 坂井泉水、 上杉昇 ） | 栗林誠一郎 | 葉山たけし         | 5:06 |
| 8.                                                | 「My Baby Grand 〜ぬくもりが欲しくて〜」 | 坂井泉水 （#12、作詞: 坂井泉水、 上杉昇 ） | 織田哲郎   | 池田大介           | 4:13 |
| 9.                                                | 「Forever you」                          | 坂井泉水 （#12、作詞: 坂井泉水、 上杉昇 ） | 織田哲郎   | 明石昌夫           | 4:40 |
| 10.                                               | 「突然」                                 | 坂井泉水 （#12、作詞: 坂井泉水、 上杉昇 ） | 織田哲郎   | 葉山たけし         | 4:35 |
| 11.                                               | 「遠い日のNostalgia」                    | 坂井泉水 （#12、作詞: 坂井泉水、 上杉昇 ） | 望月衛介   | 明石昌夫           | 4:46 |
| 12.                                               | 「雨に濡れて」                           | 坂井泉水 （#12、作詞: 坂井泉水、 上杉昇 ） | 栗林誠一郎 | 明石昌夫           | 4:34 |
| 13.                                               | 「I still remember」                     | 坂井泉水 （#12、作詞: 坂井泉水、 上杉昇 ） | 栗林誠一郎 | 明石昌夫           | 6:07 |
| 14.                                               | 「MIND GAMES」                           | 坂井泉水 （#12、作詞: 坂井泉水、 上杉昇 ） | 綿貫正顕   | 綿貫正顕、古井弘人 | 4:27 |
| 合計時間:                                         | 合計時間:                                | 合計時間:                                  | 合計時間:  | 66:00              |      |

## 楽曲解説
1. Don't you see!
1997年発売　19thシングル。最高位1位。シングルバージョンではなくセレクションアルバム『ZARD BLEND 〜SUN&STONE〜』に収録されたバージョン。坂井泉水によるとかなり時間を費やし制作された曲らしい。
2. あなたを感じていたい
1994年発売　13thシングル。最高位2位。
3. 息もできない
1998年発売　24thシングル。最高位3位。
4. 君に逢いたくなったら…
1997年発売　20thシングル。最高位2位。シングルバージョンではなくセレクションアルバム『ZARD BLEND 〜SUN&STONE〜』に収録されたバージョン。
5. あの微笑みを忘れないで
1992年発売　3rdオリジナルアルバム『HOLD ME』（最高位2位）収録曲。
6. Oh my love
1994年発売　5thオリジナルアルバム『OH MY LOVE』（最高位1位）収録曲。
7. サヨナラは今もこの胸に居ます
1995年発売　16thシングル。最高位1位。シングルバージョンはアルバム初収録。
8. My Baby Grand 〜ぬくもりが欲しくて〜
1997年発売　23rdシングル。最高位3位。このアルバム唯一の池田大介編曲。
9. Forever you
1995年発売　6thオリジナルアルバム『forever you』（最高位1位）収録曲。
10. 突然
1996年発売　7thオリジナルアルバム『TODAY IS ANOTHER DAY』（最高位1位）収録曲。ドラムの音の厚さ・ギターソロが変更されるなど、オリジナルとは異なったミックスの音源が収録されている。FIELD OF VIEWの2ndシングル「突然」（1995年発売）のセルフカバー曲。
11. 遠い日のNostalgia
1992年発売　3rdオリジナルアルバム『HOLD ME』（最高位2位）収録曲。最後のサビがエディットでカットされている。坂井がこのバージョンを気に入ったことから以降のベストはこのバージョンで収録されている[5]。
12. 雨に濡れて
1993年発売　【ZYYG,REV,ZARD&WANDS featuring 長嶋茂雄】名義で発売した「果てしない夢を」（最高位2位）のカップリング。5thアルバム『OH MY LOVE』に収録されているセルフカバーではなく、シングルバージョン（黒盤のバージョン）収録。最後のサビの一部がカットされている。本作以降のベストには「OH MY LOVE」収録のセルフカバーの方が収録されているため、ZARDのベストアルバムでシングルバージョンが収録されているのは2025年現在はこの作品だけである。
13. I still remember
1994年発売　5thオリジナルアルバム『OH MY LOVE』（最高位1位）収録曲。
14. MIND GAMES
1999年発売　28thシングル。最高位1位。このアルバムの5か月前に発売されたシングル。アルバム初収録。